# Zapole (województwo podkarpackie)
Zapole – wieś w Polsce położona w województwie podkarpackim, w powiecie kolbuszowskim, w gminie Niwiska.
W latach 1975–1998 miejscowość należała administracyjnie do województwa rzeszowskiego.
| SIMC    | Nazwa     | Rodzaj     |
| ------- | --------- | ---------- |
| 0657390 | Lipny Bór | przysiółek |

13 października 1894 roku w Zapolu urodził się major żandarmerii Piotr Guziorski.